# Las Trojes (ort i Honduras)
Las Trojes är en ort i Honduras.   Den ligger i departementet El Paraíso, i den sydöstra delen av landet, 130 km öster om huvudstaden Tegucigalpa. Las Trojes ligger 755 meter över havet och antalet invånare är 6 253.
Terrängen runt Las Trojes är kuperad. Runt Las Trojes är det ganska glesbefolkat, med 42 invånare per kvadratkilometer. Det finns inga andra samhällen i närheten. 